# Clementino Fraga Filho
Clementino Fraga Filho (Salvador, 11 de agosto de 1917 – Rio de Janeiro, 11 de maio de 2016) foi um médico brasileiro. Mudou-se para o Rio de Janeiro em 1921, aos 4 anos de idade, acompanhando o pai, Clementino Fraga, que havia sido eleito deputado federal.

## História
Ingressou na Faculdade de Medicina da então Universidade do Rio de Janeiro em 1934. Ainda estudante, atuou como Auxiliar de Ensino de História Natural e Botânica no Curso Pré-Médico. Iniciou sua formação clínica no serviço chefiado por seu pai, focando em Hepatologia. Recebeu o diploma de médico em 1939. Em 1944, conquistou o título de livre-docente na UFRJ.
A partir de 1954, foi diretor do Instituto de Nutrição da Universidade do Brasil. Em 1974, foi nomeado diretor da Faculdade de Medicina da mesma universidade. Chefiou o serviço de clínica médica no Hospital da Santa Casa de Misericórdia, então pertencente à UFRJ, onde atuou com ensino, pesquisa e assistência. Criou o Setor de Medicina Psicossomática, entregando sua chefia a Danilo Perestrello.
Fraga Filho confirmou a qualidade de bom negociador em 1968, por ocasião da invasão dos arredores do Teatro de Arena por estudantes radicais extremistas que exigiam a presença dos membros do Conselho Universitário, que iniciava sessão no palácio da Reitoria, sob ameaça de destruição de instalações e atraindo as forças policiais. Segundo o narrado por Zuenir Ventura no livro "1968, O Ano Que Não Terminou", o reitor se defrontou com a polícia e apazigiguou os estudantes.
Assumiu o cargo de Reitor da UFRJ em 1973, permanecendo até 1977. Deu nome ao Hospital Universitário Clementino Fraga Filho da Universidade Federal do Rio de Janeiro (UFRJ), do qual foi o primeiro diretor geral, exercendo o cargo de 1978 a 1985.
Foi eleito professor emérito da UFRJ em 1986, tendo recebido a medalha de ouro por 50 anos de serviços prestados à universidade.
Foi membro atuante e Presidente da Associação Brasileira de Educação Médica, onde promoveu debates sobre temas de vanguarda para a época, como articulação ensino/serviço, formação geral do médico e interdisciplinaridade.
Foi eleito membro da Academia Nacional de Medicina em 1958, ocupando a Cadeira 19, que tem como patrono Manuel Vitorino.
Dedicou-se à prática assistencial tanto na universidade quanto em sua clínica privada. Foi médico de Vinicius de Morais, que o chamava de Profeta do Fígado.

## Morte
Em idade avançada, passou a padecer da doença de Parkinson. Faleceu em casa, no Rio de Janeiro, em 11 de maio de 2016. Deixou três filhos, cinco netos e quatro bisnetos.

## Trabalhos
Publicou cerca de 450 trabalhos, entre eles se destacam:
- Contribuição ao estudo da exploração funcional do fígado: função glicídica
- Etiopatogenia e Clínica das Icterícias
- Fisiopatologia e Clínica da Insuficiência Hepática
- Provas Funcionais Hepáticas
- Terapêutica das Cirroses Hepáticas
- Anticorpos Heterólogos na Hepatite por Vírus (com Paulo de Góes, Manoel Bruno Lobo e J. Ciribelli Guimarães).
- Hepatite por Vírus
- Estudo sobre Coagulação Sanguínea em Patologia Hepática (com Haiti Moussatché, Halley Pacheco, Antônio Luiz B. Nery e Domingos de Paola).
- Patologia e Clínica das Doenças do Fígado
- Hepatologia (1971)
- Circulating Anti-Liver Antibodies in Liver Disease (com Jorge de Toledo e A. Oliveira Lima)
- Hepatite Aguda Alcoólica (com Manoel Barreto Neto, José de Oliveira Pereira e Hygino Carvalho Hércules)
- Hepatites Prolongadas e Hepatites Crônicas
- Ensino Médico: Atualidade de Uma Experiência (com Alice Rosa e Lopes Pontes)
- Temas de Educação Médica (com Alice Rosa)
- A Implantação do Hospital Universitário da UFRJ

### Outras Honrarias[4]
- Cidadão honorário do Estado do Rio de Janeiro
- Ordem de Rio Branco
- Ordem do Mérito Naval
- Ordem do Infante D. Henrique, de Portugal
- Medalha do Governo do Estado da Guanabara
- Prêmio Alfred Jurzikowsky, da Academia Nacional de Medicina